# Allosmaitia myrtusa
Espèce
Allosmaitia myrtusa est une espèce d'insectes lépidoptères de la famille des Lycaenidae, sous-famille des Theclinae et du genre Allosmaitia.

## Dénomination
Allosmaitia myrtusa a été décrit par William Chapman Hewitson en 1867, sous le nom initial de Thecla myrtusa.
Synonyme: Thecla bianca Möschler, 1883.

### Noms vernaculaires
Allosmaitia myrtusa se nomme Myrtusa Hairstreak en anglais.

## Description
Allosmaitia myrtusa est un petit papillon d'une envergure d'environ 34 mm, au corps bleu sur le dessus qui possède à chaque aile postérieure une queue longue et fine.
Le dessus est bleu outremer avec aux ailes antérieures une bordure costale et un apex noir depuis la moitié du bord costal à l'angle externe.
Le revers est gris beige avec une ligne de traits noirs doublés de blanc en limite de l'aire postdiscale, et, sur les ailes postérieures, un gros ocelle bleu gris dans l'aire postmarginale en e2 et un petit ocelle rouge en e3.

## Écologie et distribution
Allosmaitia myrtusa est présent à Panama, en Colombie, en Bolivie, en Équateur, au Brésil, au Surinam et en Guyane,,.

### Protection
Pas de statut de protection particulier.